# Neoancistrotus
Neoancistrotus es un género de arácnido  del orden Opiliones de la familia Gonyleptidae.

## Especies
Las especies de este género son:
- Neoancistrotus bifurcatus
- Neoancistrotus bipustulatus
- Neoancistrotus bristowei
- Neoancistrotus dubius
- Neoancistrotus gracilis
- Neoancistrotus guapimirim
- Neoancistrotus intermedius
- Neoancistrotus maculipalpi
- Neoancistrotus nigroides
- Neoancistrotus obscurus
- Neoancistrotus rosai
- Neoancistrotus thiacanthus